# Antuã

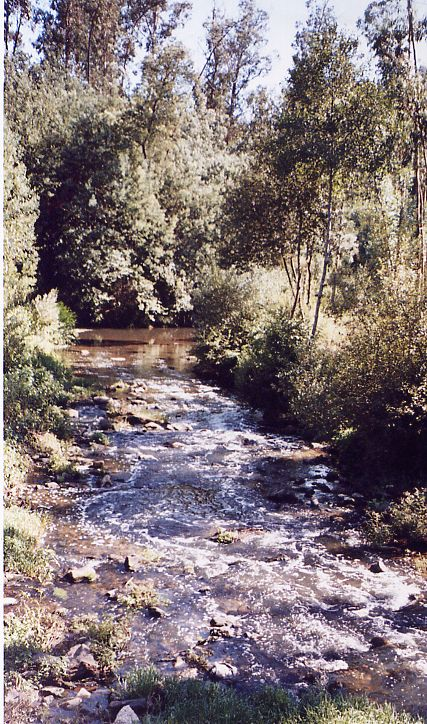
Antuã

Antuã är en flod som rinner genom distriktet Aveiro i Portugal. Det är den näst mest viktigaste bifloden till Ria de Aveiro efter Vougafloden. Dess längd är på 38 kilometer. 